# Mariano Zamorano Diez

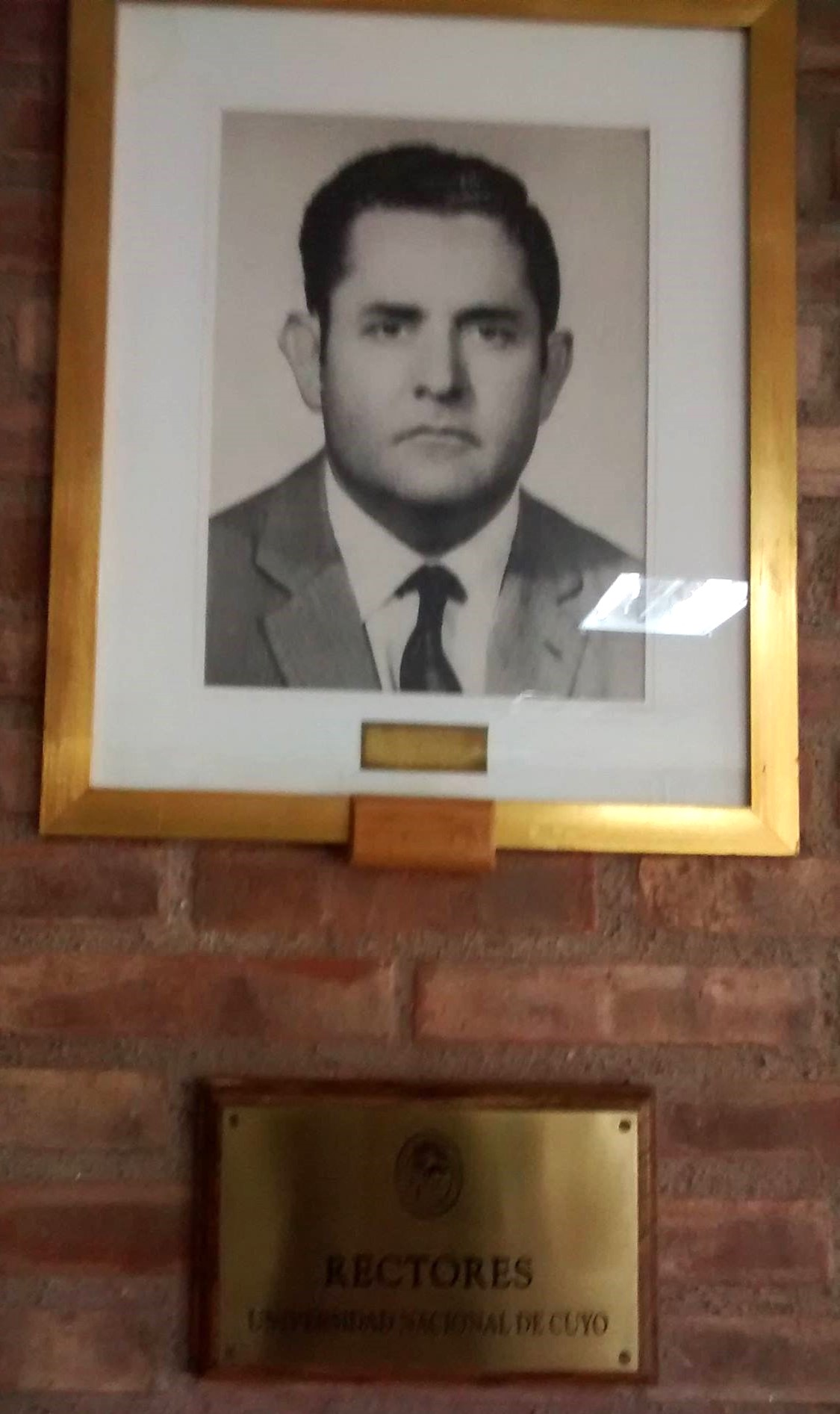
Zamorano Diez- Rectorado de la Universidad Nacional de Cuyo.

Mariano Zamorano Diez (Mendoza, 28 de junio de 1920 - Mendoza, 17 de septiembre de 2010) fue un geógrafo argentino. Fue vicepresidente de la Unión Geográfica Internacional entre los años 1968 y 1976. En 1985, fue designado “Comandante de la Ordre des Palmes Academiques” por la República Francesa.

## Biografía
Mariano Zamorano Diez obtuvo su título de Profesor de Historia y Geografía en la Universidad Nacional de Cuyo en 1947. Se doctoró en Letras, en la especialidad de Geografía, por la Universidad de Burdeos (Francia) en 1954.En este centro universitario tuvo mentores como Lluís Solé Sabarís, Pierre Deffontaines y Salvador Llobet Reverter. En la Universidad Nacional de Cuyo ocupó los cargos de Profesor Asociado y Titular de Geografía Humana, Vicedecano, Decano, Vicerrector y Rector (1962-1963). También fue Director del Instituto de Geografía de Mendoza. A lo largo de su carrera, enseñó en más de veinte universidades en Argentina, América y Europa, y colaboró con frecuencia en diversos proyectos académicos con el Doctor Joan Vilà i Valentí.

## Distinciones
En el año 2009, el Instituto Panamericano de Geografía e Historia le otorgó la Medalla Panamericana de Geografía por sus méritos en esta disciplina.

## Obras
- (1961). Le médoc viticole - Burdeos (Francia).
- (1965). La enseñanza de la geografía en la escuela secundaria . Buenos Aires (Argentina): Eudeba.
- (1975). Geografía de América Latina. Métodos y temas monográficos. . Barcelona (España): Teide.
- (1985). "La organización espacial de los oasis irrigados de Mendoza y San Juan". Paralelo 37, 8-663-674..
- (1988). Argentina I y II. Recursos y regiones. Madrid (España): Anaya. Biblioteca iberoamericana.
- 2008). La vitivinicultura del Médoc y de Mendoza en una visión geográfica retrospectiva . Mendoza (Argentina): Editorial de la Facultad de Filosofía y Letras